# Crainquebille (film, 1922)
Pour les articles homonymes, voir Crainquebille (homonymie).
Pour plus de détails, voir Fiche technique et Distribution.
Crainquebille est un film muet franco-belge réalisé par Jacques Feyder, sorti en 1922 en noir et blanc teinté d'après la nouvelle éponyme d'Anatole France.

## Synopsis
Un marchand de légumes estimé est accusé d'insultes à agent et est envoyé en prison. Finalement libéré, il est rejeté par son voisinage.

## Fiche technique
- Titre original : Crainquebille
- Réalisation : Jacques Feyder
- Scénario : Jacques Feyder, d'après la nouvelle Crainquebille de Anatole France
- Société de production : Films A. Legrand
- Photographie : Léonce-Henri Burel et Maurice Forster
- Décors : Jacques Feyder et Manuel Orazi
- Pays de production :  France,  Belgique
- Genre : Drame social
- Durée : environ 65 minutes (1 800 m)
- Format : Noir et blanc, muet
- Date de sortie : 1922

## Distribution
- Maurice de Féraudy : Jérôme Crainquebille, marchand de quatre-saisons
- Félix Oudart : L'agent 64
- Jean Forest : La Souris
- Marguerite Carré : Mme Laure
- Jeanne Cheirel : Mme Bayard
- René Worms : M. Lemerle
- Françoise Rosay